# 감포초등학교
감포초등학교는 대한민국 경상북도 경주시에 있는 공립 초등학교이다.

## 학교 연혁
- 1942.04.01. 감포동부공립국민학교로 개교 (10학급)
- 1948.07.16. 제2회 졸업(남40, 여19, 계59)
- 1948.08.15. 감포국민학교로 개칭
- 1981.03.09. 병설유치원 부실공사
- 1996.03.01. 감포초등학교로 개칭
- 2009.03.01. 전촌초등학교 통폐합
- 2010.03.01. 대본초등학교 통폐합
- 2013.09.01. 제30대 최상원 교장 부임
- 2015.02.13. 제3회 졸업식(졸업생 총수: 9,852명)
- 2015.03.01. 초등8(특수1) 학급, 병설유치원 2학급 편성

## 참고 자료
- 감포초등학교 - 한국교육학술정보원 학교알리미